# Сейба
Се́йба (лат. Ceiba) — род древесных растений подсемейства Бомбаксовые (Bombacoideae) семейства Мальвовые (Malvaceae).

## Описание
Растения рода представляют несколько видов деревьев высотой от 2 до 50 метров (иногда выше) с раскидистой кроной. Стволы деревьев некоторых видов как бы распухшие и шипастые, также и ветви у них усеяны шипами. Листья как правило имеют от 5 до 7 овальных «пальцев» (редко — 3) длиной до 15 сантиметров. Цветки крупные, иногда со сложенными воронкой лепестками, чаще — с раскрытыми и направленными в разные стороны. Их цвет различается у разных видов рода сейба. Опыление производится при помощи насекомых (ночных и дневных бабочек), а также колибри и летучих мышей.
Плоды сейбы грушеобразные, и содержат большое количество круглых или фасолеобразных семян коричневого или чёрного цвета величиной от 5 до 10 мм. Семена имеют оснащение из ворса, позволяющее им разноситься ветром на значительные расстояния (анемохория).

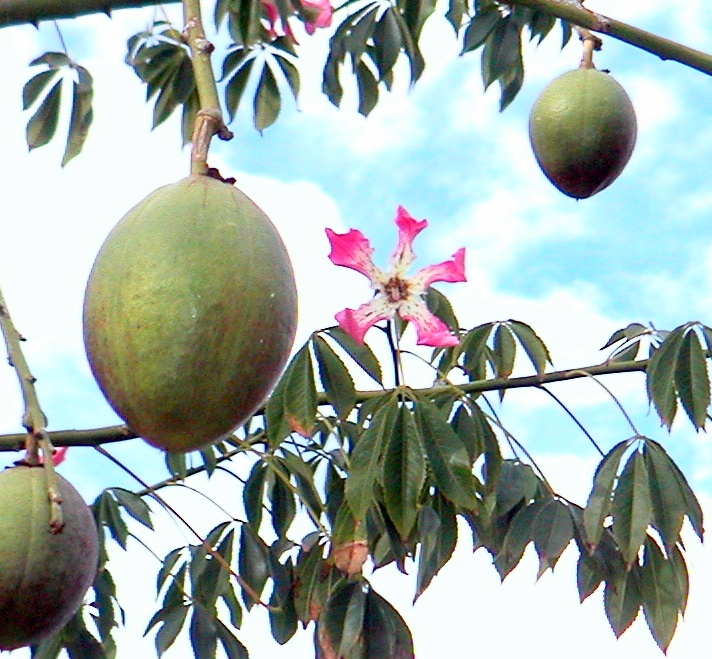
Ceiba speciosa

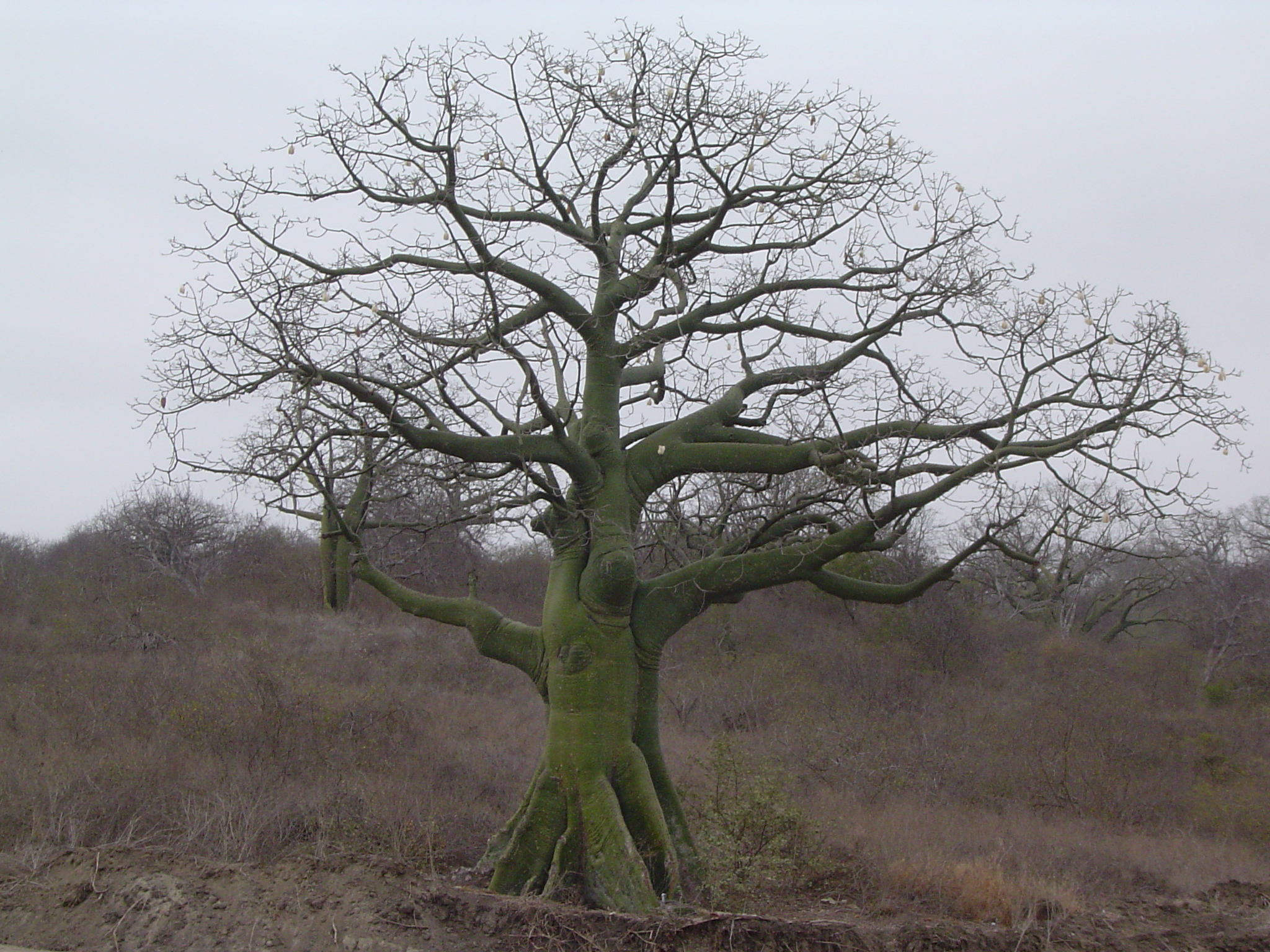
Ceiba trischistandra в Эквадоре

## Распространение
Все виды рода — кроме Ceiba pentandra — происходят из тропических регионов Америки. Родина Ceiba pentandra — Западная Африка. В настоящее время она из Африки завезена и распространилась в других тропических областях, прежде всего в Азии.

## Виды
Род включает в себя 17 видов деревьев:
- Ceiba aesculifolia (распространён от северной Мексики до Центральной Америки)
- Ceiba boliviana (Боливия и южное Перу)
- Ceiba chodatii (Парагвай, Боливия и западная Аргентина)
- Ceiba crispiflora (юго-восточная Бразилия)
- Ceiba erianthos (юго-восточная и восточная Бразилия)
- Ceiba glaziovii (северо-восточная Бразилия)
- Ceiba insignis (юг Эквадора и северное Перу, часто высаживается в различных уголках мира в парках и садах стран с тёплым климатом)
- Ceiba jasminodora (центральная Бразилия)
- Ceiba lupuna (центральное и западное Перу, юго-восточный Эквадор и запад Бразилии)
- Ceiba pentandra typus[1] — Хлопковое дерево (Западная Африка и тропическая Америка)
- Ceiba pubiflora (северная Аргентина, Парагвай и Бразилия вплоть до её северных штатов)
- Ceiba samauma (Боливия, Перу и бразильская Амазония)
- Ceiba schottii (юго-западная Мексика и Гватемала)
- Ceiba soluta (Гватемала)
- Ceiba speciosa — Сейба великолепная (большая часть Бразилии, Аргентины, Парагвай, Боливия, южное и центральное Перу)
- Ceiba trischistandra (тихоокеанское побережье северного Перу и южного Эквадора)
- Ceiba ventricosa (Бразилия)

## Известные деревья
- Сейба «Святой Франциск» в Каракасе.